# Buf Compagnie
 (décembre 2020).
Si vous disposez d'ouvrages ou d'articles de référence ou si vous connaissez des sites web de qualité traitant du thème abordé ici, merci de compléter l'article en donnant les références utiles à sa vérifiabilité et en les liant à la section « Notes et références ».
Pour les articles homonymes, voir BUF.
La Buf Compagnie est une société française d'effets visuels, spécialisée dans la synthèse d'image pour le cinéma, la publicité et les clips vidéos.

## Chronologie
Initialement fondée en 1984-85 par Pierre Buffin et Henri Seydoux, la société BSCA (Buffin Seydoux Computer Animation) à Paris se fixe pour but le développement d'un outil complet de création 3D : modeling, animation, rendu, paint et montage. BSCA produit et réalise en 1989 le court métrage d'animation de 6 min, Computer Home, entièrement en 3D. En 1990, après le départ d'Henri Seydoux, BSCA devient Buf Compagnie.
Basée à Paris et à Los Angeles, Buf Compagnie est devenu l'un des plus grands studios d'effets visuels numériques pour le cinéma en France et dans le monde ; et a reçu de nombreuses récompenses pour son travail de création pour des longs métrages, films publicitaires et clips musicaux[réf. nécessaire].
Ce studio français a réalisé, en partie, les effets spéciaux de certains grands films comme : Les Visiteurs, Matrix, The Dark Knight, Avatar et Sur la piste du Marsupilami.
En 2012, Buf a ouvert deux nouveaux bureaux en Belgique et au Canada.

## Télévision (jingles et génériques)
- 1986 : À fond la caisse[1] pour La Cinq

## Filmographie sélective
- 1993 : Les Visiteurs de Jean-Marie Poiré
- 1994 : La Cité des enfants perdus de Marc Caro et Jean-Pierre Jeunet
- 1997 : Batman et Robin de Joel Schumacher
- 1999 : Fight Club de David Fincher
- 2000 : The Cell de Tarsem Singh
- 2002 : Panic Room de David Fincher
- 2002 : S1m0ne de Andrew Niccol
- 2003 : Matrix Reloaded des Wachowski
- 2003 : Matrix Revolutions des Wachowski
- 2004 : Van Helsing de Stephen Sommers
- 2004 : Neverland de Marc Forster
- 2004 : 2046 de Wong Kar-wai
- 2004 : Alexandre d'Oliver Stone
- 2005 : Batman Begins de Christopher Nolan
- 2005 : Angel-A de Luc Besson
- 2005 : Revolver de Guy Ritchie
- 2005 : Trois Enterrements de Tommy Lee Jones
- 2005 : Il était une fois dans l'Oued de Djamel Bensalah
- 2005 : Harry Potter et la Coupe de feu de Mike Newell
- 2006 : Silent Hill de Christophe Gans
- 2006 : Le Prestige de Christopher Nolan
- 2006 : Vol 93 de Paul Greengrass
- 2006 : Arthur et les Minimoys de Luc Besson
- 2007 : Nos amis les Terriens de Bernard Werber
- 2007 : Spider-Man 3 de Sam Raimi
- 2007 : Le Merveilleux Magasin de Mr. Magorium de Zach Helm
- 2007 : Les Deux Mondes de Daniel Cohen
- 2007 : Big City de Djamel Bensalah
- 2008 : Dante 01 de Marc Caro
- 2008 : Astérix aux Jeux olympiques de Frédéric Forestier et Thomas Langmann
- 2008 : Soyez sympas, rembobinez de Michel Gondry
- 2008 : Speed Racer des Wachowski
- 2008 : The Dark Knight : Le Chevalier noir de Christopher Nolan
- 2008 : Babylon A.D. de Mathieu Kassovitz
- 2008 : La Cité de l'ombre de Gil Kenan
- 2009 : Ricky de François Ozon
- 2009 : Salomon Kane de Michael J. Bassett
- 2009 : Splice de Vincenzo Natali
- 2009 : À l'origine de Xavier Giannoli
- 2009 : Prédictions d'Alex Proyas
- 2009 : Enter the Void de Gaspar Noé
- 2009 : Arthur et la Vengeance de Maltazard de Luc Besson
- 2009 : Avatar de James Cameron
- 2010 : Les Aventures extraordinaires d'Adèle Blanc-Sec de Luc Besson
- 2010 : Arthur 3 : La Guerre des deux mondes de Luc Besson
- 2011 : Thor de Kenneth Branagh
- 2012 : Sur la piste du Marsupilami d'Alain Chabat
- 2012 : Omar (série télévisée)
- 2014 : Cosmos : Une odyssée à travers l'univers, série télévisée documentaire américaine.
- 2015 : Love de Gaspar Noé
- 2015 : The Lobster de Yórgos Lánthimos
- 2015 : X-Men: Apocalypse de Bryan Singer
- 2017 : Blade Runner 2049 de Denis Villeneuve
- 2018 : The House That Jack Built de Lars von Trier
- 2018 : Darkest Minds : Rébellion de Jennifer Yuh Nelson
- 2018 : Woman at War de Benedikt Erlingsson
- 2018 : High Life de Claire Denis
- 2018 : Le Chant du loup d'Antonin Baudry
- 2021 : My Son de Christian Carion

Toute la filmographie complète : BUF

## Séries
- 2017 : Twin Peaks: The Return de David Lynch

## Sources
1. ↑  Cécile Welker, « La Fabrique des nouvelles images - L’émergence des images de synthèse en France dans la création audiovisuelle (1968-1989) », 6 novembre 2015 À l’aide de leurs contacts dans le milieu ils vendent assez vite des productions, le générique de
l’émission hebdomadaire À fond la caisse pour La Cinq,

- (en) Cet article est partiellement ou en totalité issu de l’article de Wikipédia en anglais intitulé « BUF Compagnie » (voir la liste des auteurs).